# Бахтеяров, Владимир Яковлевич
Владимир Яковлевич Бахтеяров (29 июня [11 июля] 1851 — 1918) — русский юрист, сенатор.

## Биография
Окончил Училище правоведения (1871). В службе с 27 мая 1871. Действительный статский советник (1.01.1885), тайный советник (6.22.1905).
Сенатор (1908), присутствующий в Особом Присутствии для суждения дел о государственных преступлениях и в Уголовном Кассационном департаменте Правительствующего Сената.
Расстрелян большевиками.

## Награды
- Орден Святого Станислава 1-й ст. (1894)
- Орден Святой Анны 1-й ст. (1898)
- Орден Святого Владимира 2-й ст. (1902)
- Орден Белого орла (1910)
- Орден Святого Александра Невского (1.01.1913)

Медали:
- Высочайшее благоволение (1891)
- Медаль «В память царствования императора Александра III» (1896)
- Знак «В память 200-летия Правительствующего Сената» (1911)
- Медаль «В память 300-летия царствования дома Романовых» (1913)